# Iruya megye
Iruya egy megye Argentína északnyugati részén, Salta tartományban. Székhelye Iruya.

## Népesség
A megye népessége a közelmúltban a következőképpen változott:
| Év   | Lakosság |
| ---- | -------- |
| 2001 | 6223     |
| 2010 | 5987     |